# Aleurocanthus papuanus
Aleurocanthus papuanus es un hemíptero de la familia Aleyrodidae, con una subfamilia: Aleyrodinae. Fue descrita científicamente en 1985 por Martin.